# Wangji, Jieshou
Wangji (kinesiska: 王集) är en köping i östra Kina. Den ligger i Jieshou i staden Fuyang i provinsen Anhui, omkring 230 kilometer nordväst om provinshuvudstaden Hefei. Antalet invånare är 31246. Befolkningen består av 16 007 kvinnor och 15 239 män. Barn under 15 år utgör 24,0 %, vuxna 15-64 år 63 %, och äldre över 65 år 12,0 %.